# 계란수
계란수(桂蘭秀, ? ~ ?)는 일제강점기의 경찰이다.

## 생애
평안북도 출신이며, 출생 시기는 알 수 없다. 한일 병합 조약이 체결된 1910년에 조선주차군 의주헌병대의 헌병보조원이 되었고, 1919년에는 평북 강계헌병분견대의 헌병보조원 겸 통역을 맡았다.
1922년에 평북경찰부 촉탁에 임명되어 밀정 활동을 시작했다. 1924년에는 강계경찰서의 형사가 되었고, 이후 경부보 계급으로 수사대를 지휘했다. 1928년에 평북경찰서 고등경찰과 경부로 승진한데 이어, 1930년부터는 신의주경찰서 경부를 겸임했다.
국경 지대인 평북 지역에서는 만주 지역과 연계한 독립운동이 활발했다. 평북경찰부, 강계경찰서와 신의주경찰서에서 근무하던 시기에 계란수는 독립운동 탄압에 많은 공을 세워, 일제의 앞잡이로 평북에서 유명하다는 평이 대한민국 임시정부의 기관지인 《독립신문》에 실려 있다.
독립운동가를 쫓는 과정에서 관련 있는 사람들을 잡아 갖은 악형을 가했고, 이 과정에서 임신한 여성을 구타해 낙태시킨 일도 있었다. 1925년 참의부의 이의준이 이끄는 공작부대가 강계에 잠입했을 때는 직접 교전을 벌였으며, 수하에 밀정을 고용해 많은 독립운동가들을 색출하고 체포했다.
1931년에 만주사변이 발생하자 계란수도 종군하였고, 이때부터는 만주 지역의 항일 무장 세력을 공격하는 작전에 가담했다. 이후 잠시 평북경찰서 고등경찰과장을 지내다가, 1935년부터는 만주국 간도성의 경무청 사무관에 임명되어 본격적으로 만주로 활동 무대를 옮겼다. 주임무는 항일 세력에 대한 귀순 공작 등 독립운동 탄압이었다. 1942년에 만주국 지린 지역에서 공작반장을 맡아 활동했으나, 이후 행적은 확인되지 않는다.
1912년에 헌병보조원 신분으로 한국병합기념장을 받았고, 1930년에는 경찰공로기장을 받았다. 1934년에 훈8등 서보장 및 종군기장도 수여받았다.

## 사후
2008년에 민족문제연구소가 발표한 친일인명사전 수록예정자 명단 중 경찰 부문과 해외 부문에 포함되었다. 2007년 대한민국 친일반민족행위진상규명위원회가 발표한 친일반민족행위 195인 명단에도 들어 있다.

## 참고 자료
- 친일반민족행위진상규명위원회 (2007년 12월). 〈계란수〉 (PDF). 《2007년도 조사보고서 II - 친일반민족행위결정이유서》. 서울. 1337~1349쪽쪽. 발간등록번호 11-1560010-0000002-10. [깨진 링크(과거 내용 찾기)]
- 이의준 : 독립유공자 공훈록 - 국가보훈처